# Đảo Santa Cruz

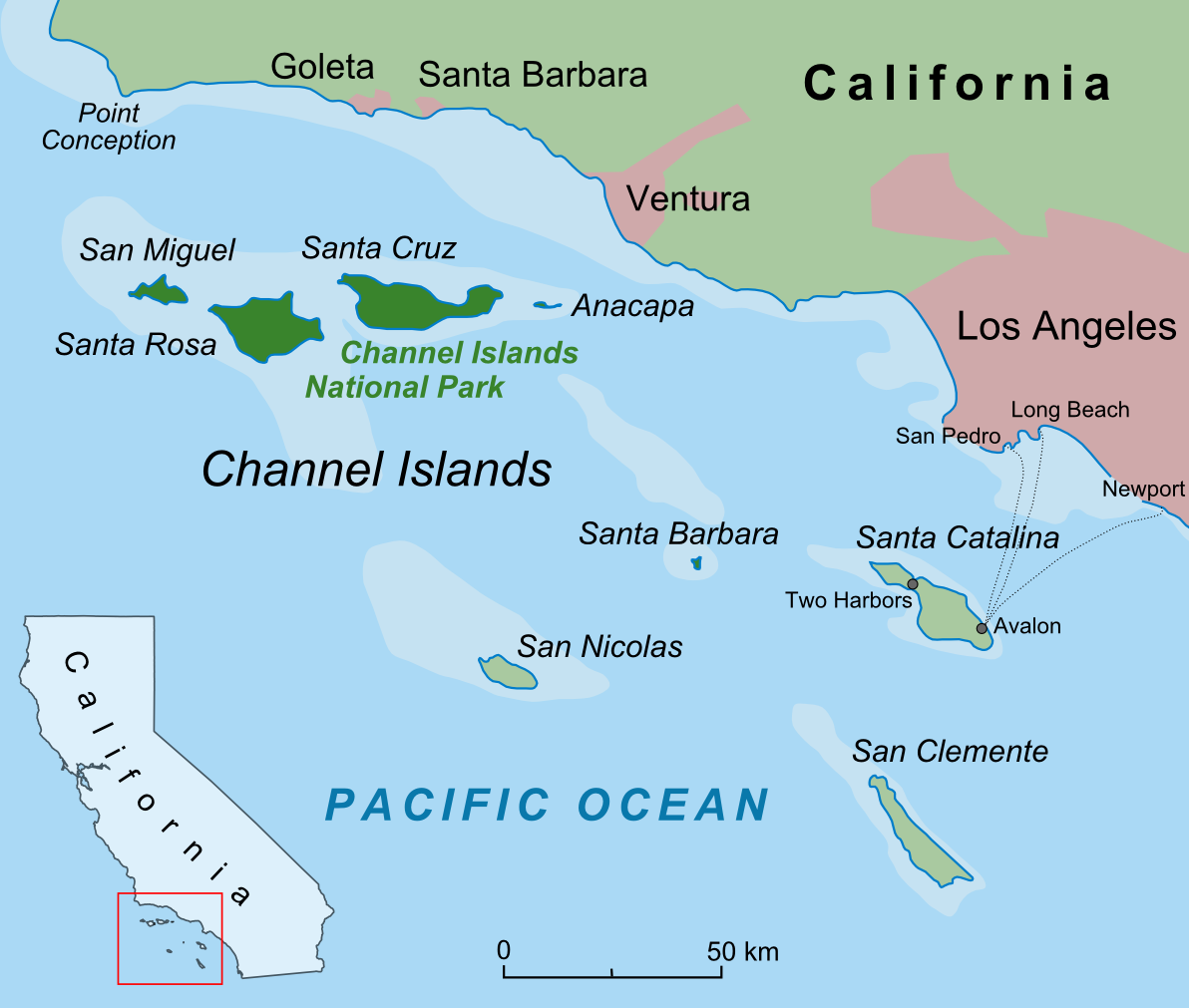
Bản đồ của Quần đảo Channel

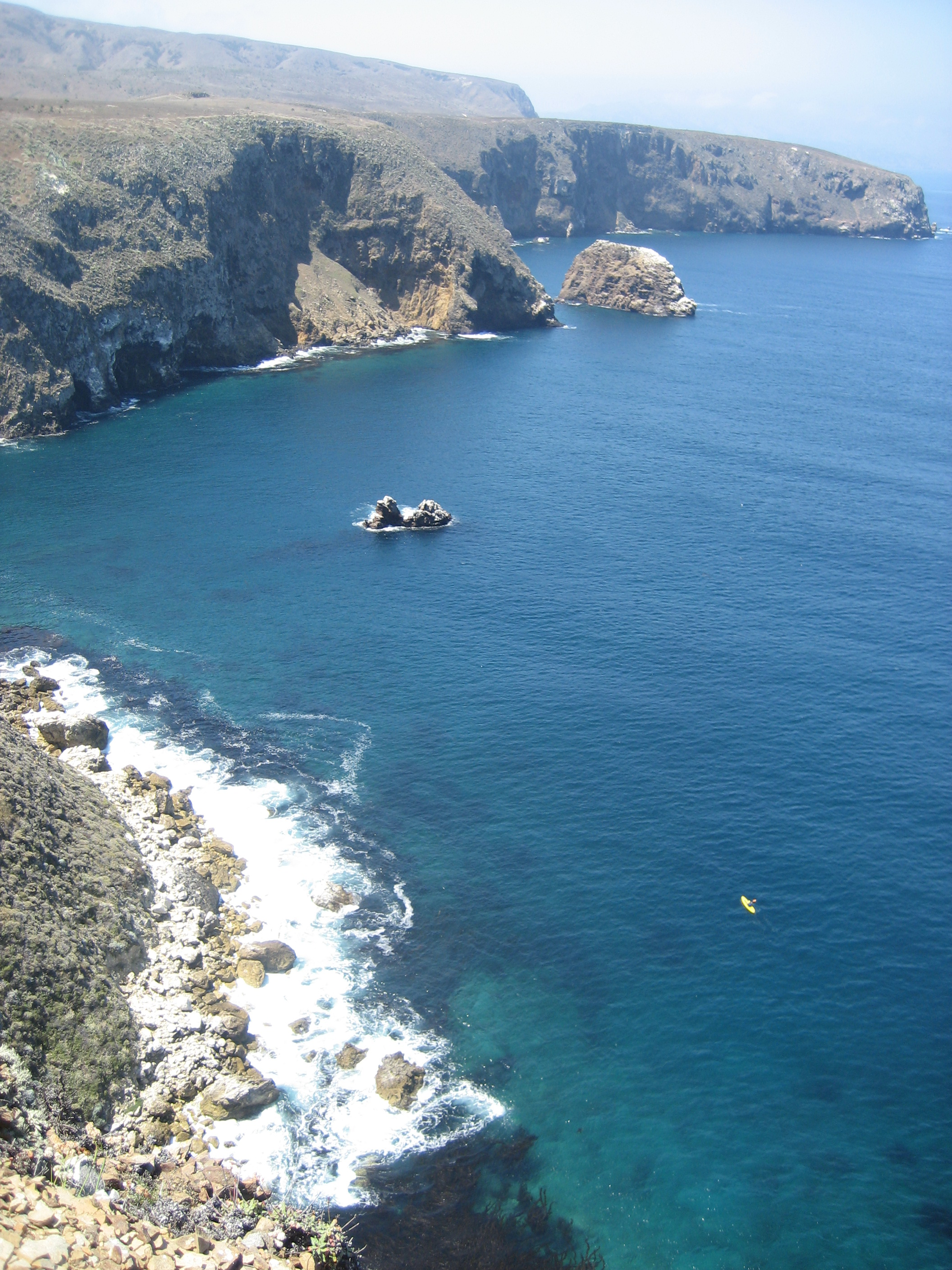
Bờ biển phía bắc của đảo Santa Cruz vào tháng 8

Đảo Santa Cruz (tiếng Tây Ban Nha: Isla Santa Cruz, tiếng Chumash: Limuw) là hòn đảo lớn nhất trong số tám hòn đảo thuộc Quần đảo Channel 
và cũng là hòn đảo lớn nhất ở California, nằm ở ngoài khơi California.
Hòn đảo, thuộc nhóm phía bắc của Quần đảo Channel, dài 22 dặm (35 km) và rộng 2 đến 6 dặm (3,2 đến 9,7 km) với diện tích 61.764,6 mẫu Anh (249,952 km2). Đảo Santa Cruz nằm trong quận Santa Barbara, California.
Đường bờ biển có những vách đá dựng đứng, hang động biển, các vịnh nhỏ và những bãi biển đầy cát. Được xác định bởi Cục điều tra dân số Hoa Kỳ là Khối 3000, Nhóm 3, Vùng điều tra dân số 29.10 của Hạt Santa Barbara, 2000 cho thấy một quan chức dân số hai người. Đỉnh cao nhất là Đỉnh quỷ, ở độ cao 2450+ feet (747+ m). Đó là hòn đảo thuộc sở hữu tư nhân lớn nhất ngoài khơi Hoa Kỳ lục địa. Quyền sở hữu được phân chia giữa Dịch vụ công viên quốc gia (24%) và Bảo tồn thiên nhiên (76%).
Một thung lũng trung tâm chia cắt hòn đảo dọc theo Hầm đảo Santa Cruz, với đá núi lửa ở phía bắc và đá trầm tích cũ ở phía nam. Đá núi lửa này đã bị phá vỡ nặng nề trong giai đoạn nâng cao hình thành hòn đảo, và hơn một trăm hang động biển lớn đã được khắc vào các đứt gãy dẫn đến. Một trong số đó, Hang sơn, nằm trong số lớn nhất thế giới.
Đảo Santa Cruz là nơi sinh sống của một số động vật và thực vật không tìm thấy ở nơi nào khác trên Trái Đất, bao gồm cáo của Đảo Santa Cruz (Urocyon littoralis santacruzae), một phân loài của cáo đảo.